# Cwalina
Cwalina ist der Familienname von
- Adam Cwalina (* 1985), polnischer Badmintonspieler
- Krzysztof Cwalina (* 1971), polnischer Schwimmer